# Kungsörs län
Kungsörs län (1556-tidigt 1600-tal benämnt Ulfsunds län) var ett slottslän i landskapet Södermanland. Det bildades i början av 1550-talet (som eget fögderi dock från 1539). Länets administrativa centrum  var Kungsörs gård, även benämnd Ulfsunds gård.
Länet omfattade 1556 hela Västerrekarne härad som i delar avskiljdes för att 1610 vara helt utanför detta län. 1557 tillfördes Bro och Malma socknar i Åkerbo härad. 1567 tillfördes hela Åkerbo härad och från mitten av 1590-talet Skinnskattebergs härad. 1606 avskildes Skinnskattebrg och stora delar av Åkerbo härader till ett eget fögderi, och kom från 1610 bara omfatta delar av Åkerbo härad, men från 1618 åter hela Åkerbo. 1624 splittrades dock länets område upp i tre fögderier, där området kring gården bara omfattade några få socknar.